# Lancelot de Casteau

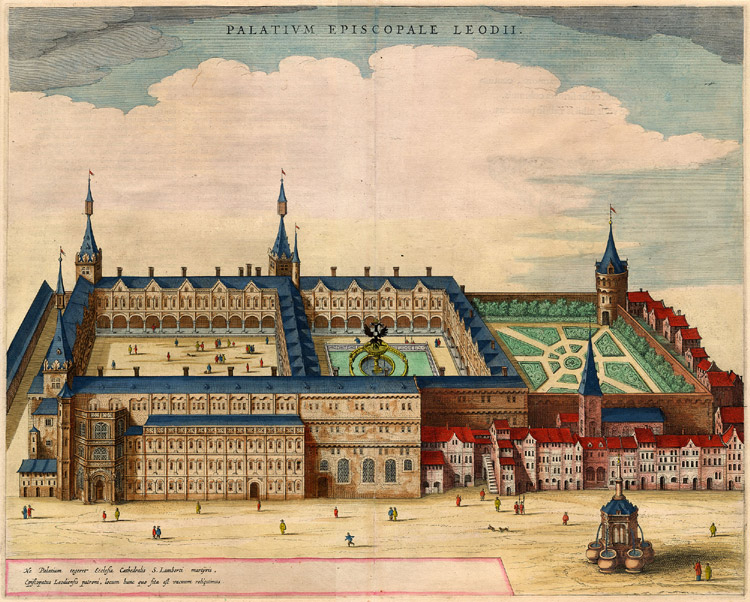
Palais des Princes-Évêques, Liège, au XVIIe siècle

Lancelot de Casteau est un Montois qui fut au XVIe siècle maître-cuisinier de trois princes-évêques successifs de Liège : Robert de Berghes, Gérard de Groesbeek et Ernest de Bavière. 
Il a publié en 1604 un réceptaire dont il ne reste qu'un seul exemplaire, témoignage de la gastronomie du XVIe siècle en Principauté de Liège ; l'ouvrage est le premier livre de recettes publié en français dans cette région et constitue le seul chaînon en langue française entre la cuisine médiévale et la cuisine classique du XVIIe siècle.

## Biographie
On ne connait de Lancelot de Casteau que peu de chose, outre ce qu'il en dit lui-même : 
- sa ville d'origine, Mons ;
- le fait qu'il a organisé en 1557 le banquet de la Joyeuse Entrée de Robert de Berghes ;
- le fait qu'il fut nommé bourgeois de Liège en 1571 ;
- le fait qu'il a écrit son Ouverture de cuisine en français et l'a publiée en 1604 à Liège chez l'imprimeur juré Léonard Streel, en la dédicaçant à Jean Curtius, richissime liégeois qui menait grand train de maison[1].

Lancelot de Casteau (ou plutôt « Lancelot de Chasteau » ou « de Chestea », ou encore « Anseau de Chestea », comme écrit dans les archives liégeoises), a été admis au métier de boulanger en 1562, de mercier en 1567. Vers 1572, il a épousé Marie Josselet alias de Herck dont il a eu une fille, Jeanne. Ce bourgeois aisé possédait plusieurs immeubles et des terrains (dont un près de Huy) mais à partir de 1601, étant donné le non-paiement de ses services et de ses frais par le prince-évêque, sa situation financière l'a obligé d'habiter chez sa fille et son gendre, l'orfèvre Georges Libert qui lui a prêté de l'argent et a dû l'entretenir. 
Lancelot de Casteau est décédé en 1613.

## L'Ouverture de cuisine

### Supercherie
Certains bibliophiles connaissaient l'existence de ce livre depuis la fin du XVIIIe siècle car mention en avait faite par le baron Hilarion-Noël de Villenfagne d’Ingihoul, un érudit liégeois, et par les bibliographes Henri Helbig et Xavier de Theux de Montjardin. L'ouvrage semblait cependant perdu. 
En août 1958, la Bibliothèque royale de Belgique en acquiert un exemplaire.  
Dans le fac-similé publié en 1983, l'ancien conservateur de la bibliothèque, Herman Liebaers, raconte ainsi la genèse et le déroulement de l'achat : 
Un inconnu vint proposer à Franz Schauwers, alors conservateur de la Réserve précieuse de la Bibliothèque royale de Belgique, un ouvrage que celui-ci ne connaissait pas. Fort de son expérience, Franz Schauwers offrit 3 000 francs belges pour cet exemplaire de l'Ouverture de cuisine et, l'acheteur voulant être payé immédiatement, Schauwers avança la somme par chèque sur son compte personnel. Un article, paru ensuite dans le journal Le Soir, incita le vendeur à réclamer au conservateur la restitution du livre sous prétexte qu'il n'avait pas été vendu au juste prix. Devant le refus de Franz Schauwers, le vendeur furibond lui lança le chèque à la tête et repartit tout aussitôt. L'État restait propriétaire d'une œuvre qui n'a jamais été payée…
Georges Colin, à l'époque adjoint de Franz Schauwers, a toutefois publié en 1988 un article tempérant ce récit : le propriétaire du livre a bien été payé et n'a jamais lancé de chèque à la tête du conservateur ni proféré d'insultes ; après le tapage médiatique qui a suivi la vente, il a simplement tenté de revoir la transaction et a reçu une fin de non-recevoir par lettre.

### Intérêt de l'ouvrage
Le livre de Lancelot de Casteau a été traduit en français moderne par le sociologue et historien belge Léo Moulin et publié en fac-similé en 1983.

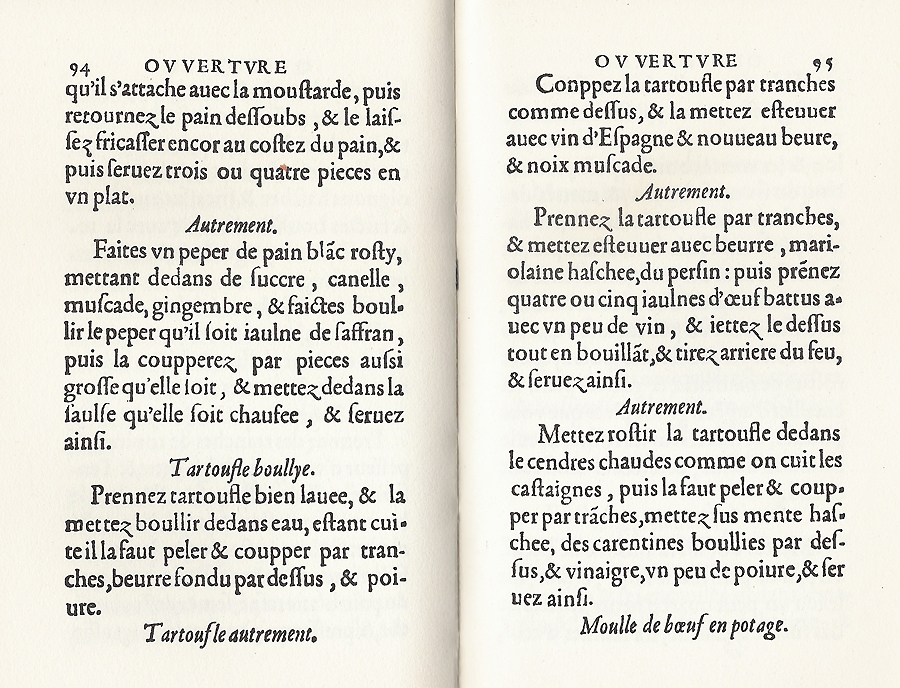
Les quatre recettes de pomme de terre.

Il constitue un témoignage précieux sur la grande cuisine de la Renaissance, rédigé en quatre parties :   
- Le livre premier, destiné aux dames qui se mêlent volontiers de la Cuisine et que l'on trouve besognant en cuisine mieux qu'aucuns Cuisiniers, traite l'enseignement pour accommoder un plat de viande et ce qui est ordinairement et besoin, et pour faire plusieurs sortes de tourtes ; il donne – mais sans indication des proportions d'ingrédients – des recettes de viandes, tourtes, pâtés, etc. déclinées en deux services et indique les neuf herbes pour omelettes et les dix pour hochepots.

- Le second livre traite de la façon de faire de la saucisse de Bologne, et plusieurs sortes de pâtisseries, tant de chair que de poisson marin et autre sorte, avec toute sorte de gelée ; on y trouve des recettes de gelées rouge, jaune, grise, noire, verte, violette, quatre recettes pour la préparation des pommes de terre, des préparations de saucisse et de pâtes italiennes, de pâte feuilletée espagnole, de crêpes de Hongrie, de pâté d'Angleterre, etc.

- Le troisième livre traite de plusieurs sortes de viandes, d'accommoder un grand banquet pour Princes et Princesses, et le petit banquet des Enfants sans souci[6] où l'ordre des services est bizarrement inversé.

- Le quatrième et dernier livre donne la description des mets présentés en quatre services au Banquet servi pour la Joyeuse Entrée du prince-évêque Robert de Berghes, le 12 décembre 1557.

Comme le Viandier de Taillevent, l'Ouverture de cuisine ne donne que peu de détails quant aux proportions des ingrédients et aux temps de cuisson ; elle se différencie en cela du livre de Maître Chiquart (même si elle donne un menu comme dans le Fait de cuysine) et de ceux de Maestro Martino et Bartolomeo Sacchi.
Par sa destination aux femmes (dans la première partie), l'ouvrage est novateur car la grande cuisine était pratiquée par des hommes ; ce n'est qu'au XVIIIe siècle qu'un autre livre, La Cuisinière bourgeoise de Menon, va mettre l'accent sur la pratique féminine de la cuisine.
Dans la seconde partie, les différentes couleurs de gelées prouvent l'importance attribuée à l'esthétique des mets ; les quatre recettes pour la cuisine des pommes de terre qui sont cuites (soit dans l'eau, soit grillées) dans leur peau, pelées ensuite et tranchées avant d'être nappées de beurre fondu, ou vinaigrées, ou étuvées dans du vin d'Espagne, ou servies avec une sauce de jaunes d'œuf et de vin sont infiniment précieuse pour l'histoire de ce légume. L'utilisation d'une cuisine « étrangère », d'autre part, fait de ce livre le premier recueil de recettes internationales.
La description du banquet constitue évidemment un apport historique précis quant à la gastronomie pratiquée à la cour de la Principauté de Liège.
Sur le plan de la langue, l'œuvre présente de nombreux particularismes qui intéressent les linguistes, le vocabulaire utilisé provenant des différentes parties de ce qui constitue aujourd'hui le territoire belge.

## Le banquet de l'entrée de Robert de Berghes

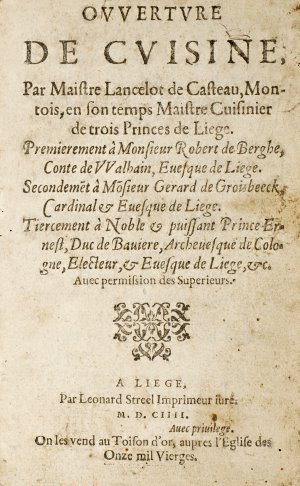
Ouverture de cuisine

Extrait du livre Ouverture de cuisine :
Le banquet de l’entrée de Monsieur Robert de Berges Conte de Walhain, Evesque & Prince de Liege, faict au pallais en Liege, l’an M.D.LVII. au mois de Decembre, comme s’ensuit.
Il y avoit au palais appoincty pour quatorze plats de viandes: la table du Prince estoit de cinq plats.
La deuxiesme table estoit de six plats.
La troisiesme table de trois plats de viandes.
Pour le premier service.
Pouille d’Inde bouillie avec des huistres, & cardes, salade

d'Espagne.

Bistarde rostie. Tourte de blanc manger.

Gigot de mouton boully.

Cabris frisez, & rosty orenge.

Moulle de bœuf en potage.

Pastez pouplin de perdris.

Gras veau rosty en adobe. Hairon rosti.

Lievre en potage.

Pasté de venaison chaud.

Grue rostie en olive. Perdris boullie aux capes.

Craems vogel rosty

Sanglier rosty. Poictrine de veau farcie boullie.

Mouton rosty & remorasque.

Veau revestu boully. Ploniers rostis.

Cerf en potage. Chappon en potage de Hongrie. Pegasine

d’eau rosty.

Oiselets en potage. Canar rosty à la dodine.
Second service.
Faysant rosty, saulse reale.

Gras veau rosty. Pastez de Cabris.

Cerf rosty. Rafioule de moulle de

bœuf. Hulpe rostie.

Craems vogel en potage.

Begasse rostie. Pastez de chappon.

Butor rosty. Sanglier en potage.

Chevreux rostis.

Tourte de veau à la creme.

Perdris rostie à saulse de peignoles.

Lievre rosty.

Cygne rosty à saulse Cremonese.

Aigrette rostie. Pouille de bois rostie.

Rafioule de blanc manger fueiltee.

Lepelaire rostie. Veau revestu rosty.

Pasté enragé. Cabris en potage.

Pastez d’Angleterre.

Pigeon boulli farcy. Canar en potage.

Cerselle rostie. Gigot de mouton

revestu. Oyson sauvage rosty. 
Troisiesme service.
Pastez de pouille de bois revestu.

Bistarde rostie froide. Pasté de faisant.

Blanc manger en forme.

Gelee en forme dressee.

Cigne sauvage rosty froid.

Gelee de coschon.

Pasté de perdris revestu.

Coq d’Inde rosty froid,

Pasté de perdris, Grue rostie.

Huistres en potage, Pastez de paons.

Sausisse de Bologne. Pastez de sanglier.

Fonge en potage. Cerf rosty.

Esturgion boully. Pastez de chevreux.

Iambon de Mayence.

Hurres de sanglier bouillies.

Pasté de hairron. Tartoufle boullie.

Pastez de cerf. Gelee passementee.

Anchoue. Pastez de bystarde.

Truite en adobe. Escrevice de mer.

Pasté de pouille d’Inde. Gelee lardee.

Pasté de hulpe. Huistre rostie.

Pasté de butor. Brenne d’Angleterre.

Seulette en adobe. Pasté de canar.

Pasté d’aigrette. Turbote en adobe.

Cafiade d’esturgion. Pasté de lievre.

Langue de bœuf enfumee. Sanglier

rosty. Rouge en adobe. Fonge frite,

Pasté de grue. Piece de sanglier boulli.
Toutes les venaisons rosties froides estoient auec les pieds dorez, & tous les pastez revestus dorez, & portans banieres.
Tous les seigneurs estoient defroiés, chacun venoit au palais querir sa viande crue, & tout ce qu’ilz avoient besoing, espiceries & succre.
Quatriesme service.
Grand marsepain doré. Paste de genua.

Sucades liquides. Gaufle succrée.

Pastez de coing. Caneline Romaine.

Marmelade blanche. Gelee blanche clere.

Pistachine. Tarte reale.

Caneline longue. Pasté d’orenge.

Lard d’amandes. Beurre de may.

Oublies. Gelee rouge clere.

Amandes succrees. Tourte de pommes.

Canelle succree. Moustacholle.

Succade seche. Friture bugnole.

Pasté de succre. Samblette.

Palamitte. Marmelade en forme.

Tourte de creme. Pesche confite.

Orenge confite auec les fleurs.

Gelee de glace. Offaelle fueiltee.

Grand biscuit succré, Friture de seringe.

Crenelle de succre. Grand castelin.

Capes confites. Poires confites.

Neige sur rosmarin. Pommes crudes.

Anis. Parmesan. Prunes de Hongrie

confites, Gasteaux fueiltés. Castagne.

Morquin. Rosquille. Biscotelle.
Il y avoit quatre parcs de deux pieds en quarrure, environnez d’une haye de beurre.
Le premier estoit Adam & Eve faicts de beurre, un serpent sur l’arbre, & une fontaine courante, avec petits animaux à l’entour du beurre.
Le deuxiesme parc estoit les amours de Pyramus & Tisbe, le lyon aupres de la fontaine, & des arbres à l’entour environné en une haye de beurre.
Le troisiesme parc la chasse d’Acteon, & les nymphes auec Diana à la fontaine, & puis des petits chiens de beurre.
Le quatriesme parc estoient deux hommes sauuages, qui se battoient l’un l’autre avec des masses aupres d’une fontaine, & des petits lions de beurre à l’entour: chacun parc avoit quatre banieres.